# Torsten Amundson

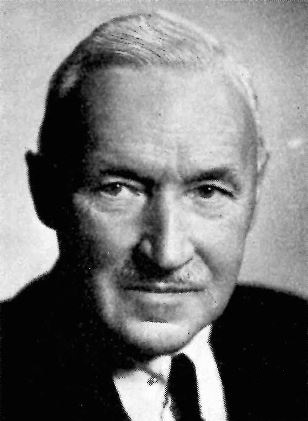
Torsten Amundson.

Torsten Anders Amund Amundson, född 16 juni 1878 i Hudiksvall, Gävleborgs län, död 11 maj 1940 i Ytterjärna församling, Stockholms län
, var en svensk läkare.
Amundson, som var son till översten vid Väg- och vattenbyggnadskåren Albert Amundson och Alma Godtkneckt, avlade studentexamen i Stockholm 1896, medicine kandidat 1900 och medicine licentiat 1905 vid Karolinska Institutet i Stockholm. Han var praktiserande läkare och innehavare av röntgen- och elektromedicinskt institut i Stockholm 1908–1925, lärare i hälso- och förbandslära vid Navigationsskolan i Stockholm 1914–1925, och därefter bosatt på sin egendom Ängsholm i Stockholms län. Han studerade medicin i Berlin, Wien och Paris 1905–1906, i Berlin 1908 och i Leysin 1922 samt skrev en del populärmedicinska artiklar.
Amundson intresserade sig för forskning om homosexualitet och samarbetade på detta område med den tyske läkaren Magnus Hirschfeld, vars verksamhet avbröts genom det nazistiska maktövertagandet 1933. Amundson, som var mycket förmögen, testamenterade en stor del av sin förmögenhet till en fond som skulle förvaltas av Kungliga Vetenskapsakademien och användas för "studier över homosexualiteten, dess uppkomst och förklaring, och upplysningsarbete för hävande av fördomar och oriktiga uppfattningar beträffande densamma". Kungliga Vetenskapsakademien tog emot pengarna men använde dessa för andra ändamål ända till 1993, innan man, efter påtryckningar från släktingar till Amundson, ändrade till testamentets ursprungliga formuleringar. Bland annat har på senare år tidskriften Lambda nordica erhållit stöd från Amundsons fond.